# Javier Cárdenas
Javier Cárdenas Martínez (Mexikóváros, 1952. december 8. – 2022. június 25.) mexikói válogatott labdarúgó. 

## Pályafutása

### Klubcsapatban
1973 és 1978 között a Deportivo Tolucában játszott.  1978 és 1985 között a CD Guadalajara játékosa volt.

### A válogatottban
1975 és 1979 között 9 alkalommal szerepelt az mexikói válogatottban és 2 gólt szerzett. Tagja volt az 1977-ben CONCACAF-bajnokságot nyert válogatott keretének és részt vett az 1978-as világbajnokságon is.

## Sikerei, díjai
Deportivo Toluca
- Mexikói bajnok (1): 1974–75

Mexikó
- CONCACAF-bajnokság győztes (1): 1977